# Арменія (Сальвадор)
Арменія (ісп. Armenia) — місто та муніципалітет у західній частині Сальвадору, на території департаменту Сонсонате.

## Географія
Місто знаходиться на північному сході департаменту, поблизу кордонів з департаментами Ла-Лібертад та Санта-Ана. Абсолютна висота — 588 метрів над рівнем моря. Площа муніципалітету становить 65,64 км.

## Населення
За даними на 2013 рік чисельність населення міста становить 19 976 осіб.

## Спорт
У місті базується футбольний клуб C.D. Salvadoreño.